# إدغار هاجر
إدغار هاجر هو سياسي أمريكي، ولد في 7 ديسمبر 1868 في بينتسفيل في الولايات المتحدة، وتوفي في 19 ديسمبر 1935 في أشلاند في الولايات المتحدة بسبب قصور القلب. نشط حزبياً في الحزب الديمقراطي.